# Новокучергановка
Новокучергановка — село в Наримановского района Астраханской области, входит в состав Старокучергановского сельсовета.
Население — 502 (2014).

## История
Основана в 1840-х гг. саратовскими мишарами. В селе частично сохранилась мечеть дореволюционной постройки. Вплоть до середины XX века использовалось название Новая Кучергановка. Согласно Памятной книжке Астраханской губернии на 1905 год Новая Кучергановка относилась к Кучерганской волости Астраханского уезда, в селе имелось 27 дворов, проживал 151 житель. Согласно Памятной книжке на 1914 год в селе имелось 40 дворов, проживало 126 душ мужского и 140 женского пола.
С 1924 по 1954 год Новокучергановка являлась центром Новокучергановского сельсовета.

## Физико-географическая характеристика
Село расположено на юго-востоке Наримановского района, в пределах западной ильменно-бугровой равнины, являющейся частью Прикаспийской низменности, при ерике Малая Дарма, на высоте около 20 метров ниже уровня мирового океана. Особенностью местности является распространение вытянутых в субширотном направлении так называемых бэровскими буграми. Понижения между буграми заняты ильменями, ериками и солончаками.  Почвенный покров комплексный: на буграх Бэра распространены бурые полупустынные почвы, в межбугровых понижениях ильменно-болотные и ильменно-луговые почвы.
Расстояние до столицы Астраханской области города Астрахани составляет 19 км (до центра города), до районного центра города Нариманов — 50 км, до административного центра сельского поселения села Старокучергановка — 9,6 км.
Климат резко континентальный, с жарким и засушливым летом и бесснежной ветреной, иногда с большими холодами, зимой. Согласно классификации климатов Кёппена-Гейгера тип климата — семиаридный (индекс BSk).
Часовой пояс
Новокучергановка, как и вся Астраханская область, находится в часовой зоне МСК+1. Смещение применяемого времени относительно UTC составляет +4:00.

## Население
| 1904 | 1914 |
| ---- | ---- |
| 151  | 266  |

| 2002 | 2010 | 2011 | 2013 | 2014 |
| ---- | ---- | ---- | ---- | ---- |
| 459  | ↗482 | ↗595 | ↘506 | ↘502 |

Национальный состав
Согласно результатам переписи 2002 года большинство населения посёлка составляли казахи (42 %) и татары (39 %).
| Национальность | Численность (2010) | Процент |
| -------------- | ------------------ | ------- |
| Казахи         | 207                | 43,5 %  |
| Татары         | 156                | 32,8 %  |
| Русские        | 69                 | 14,5 %  |
| Калмыки        | 9                  | 1,9 %   |
| Чеченцы        | 8                  | 1,7 %   |
| Даргинцы       | 6                  | 1,3 %   |
| Украинцы       | 6                  | 1,3 %   |
| Таджики        | 4                  | 0,8 %   |
| Не указана     | 4                  | 4,2 %   |
| Всего          | 476                | 100 %   |